# Марія де Бурбон (1515—1538)
Мар́ія де Бурб́он (фр. Marie de Bourbon; 29 жовтня 1515, Пікардія — 18 вересня 1538, там само) — французька принцеса, донька Карла IV, герцога Вандома і Франсуази Алансонської. Марію розглядали на роль нареченої шотландського короля Якова V, однак вибір був зроблений на користь Мадлен Французької.

## Походження
Марія де Бурбон народилася 1515 року в Шато де ла Фер в сім'ї Карла IV, герцога Вандомського, і Франсуази Алансонської; Марія стала першою донькою і другою дитиною з тринадцяти їхніх дітей. По батьківській лінії Марія доводилася онукою Франсуа, графа Вандомського, і Марії де Люксембург; по материнській — Рене, герцога Алансона, і Маргарити Лотарингської. Крім дванадцяти рідних братів і сестер, Марія мала єдиноутробних брата і сестру від шлюбу матері з Франсуа II, герцогом де Лонгвіль, однак на момент народження принцеси обидва вони були мертві.

## Матримоніальні плани

### Перші переговори
1517 року відбулось підписання франко-шотландського Руанського договору, що мав на меті підтримати Старий союз, ослаблений поразкою шотландців у битві біля Флоддена. Одним із положень договору значилося одруження шотландського короля з французькою принцесою. У квітні 1530 Джон Стюарт, герцог Олбані, був уповноважений завершити переговори про шлюб Якова V і Мадлен Французької. Втім, позаяк Мадлен не володіла відмінним здоров'ям, було запропоновано іншу наречену — Марію де Бурбон — і посаг, гідний дочки французького короля. До кінця 1534 року секретар Джона Стюарта, Ніколас Каніве, і секретар шотландського монарха Томас Ерскін доставили Якову V портрет Марії, що належав пензлю Жана Клуе.
1533 року Маргарита Наваррська обговорила матримоніальні плани з дипломатом Генріха VIII, герцогом Норфолка. Вона зазначила, що герцог Вандом був тісно пов'язаний з імператором Карлом V і стверджувала, що Марія та її сестра були «хворими й кривими». Маргариту також дивувала можливість шлюбу Якова V з Христиною Данською, оскільки була переконана, що на роль королеви Шотландії більше підійде її зовиця Ізабелла.
У січні 1535 року Яків V спрямував Франциску I листа, в якому пояснив, що відчуває ніби переговори були спотворені й надсилає до Франції свого глашатая Джеймса Айкенхеда. Айкенхеду було доручено розтлумачити, що Яків не може відійти від договору 1517 року, побравшись з нареченою не королівської крові без згоди парламенту Шотландії.

### Другі переговори
У відповідь на пояснення Айткенхеда Франциск I знову твердо вказав Якову V на те, що Мадлен, французька принцеса з королівської сім'ї, не може вийти заміж за короля через слабке здоров'я. Франциск вкотре запропонував альтернативний варіант шлюбу з Марією.
5 червня 1535 Яків писав Франциску щодо можливості шлюбу з Мадлен, договору і заміни нареченої Марією. Він писав, що чув від Ніколаса Каніве, що Марія Бурбон була можливою нареченою. Яків V відіслав листа з його «знайомим слугою» Джеймсом Айкенхедом, якому доручив переконатися, що жінка, яку Якову пропонують за дружину, відповідає його очікуванням стосовно характеру, манер і титулу. Крім того, Айкенхед повинен був довідатися стосовно обіцяного королівського посагу для Марії, якщо вона відповідає всім вимогам короля. У разі укладення шлюбного договору Марія разом зі своїми придворними дамами (всі вони на вимогу Якова мали бути аристократичного походження) повинна була негайно відбути у свій новий будинок, щоб встигнути прибути до Шотландії до настання зими. Того самого дня Яків відправив листи аналогічного змісту Філіппу Шабо і Анну де Монморансі.
У той період герцог Олбані серйозно задумався про можливість шлюбу Якова V з овдовілою герцогинею Міланською і став гальмувати переговори про шлюб з Марією. Крім того, при шотландському дворі поповзли чутки про те, що король бажає обвінчатись зі своєю колишньою коханкою Маргарет Ерскін. І все-таки 28 грудня 1535 року Айкенхед вирушив до Франції, щоб поновити переговори про союз із Вандомським домом і зміг укласти найбільш вигідний для короля договір. Яків призначив свого повіреного законним представником шотландського короля для завершення шлюбних справ.
29 березня 1536 року в Крем'є поблизу Ліона було підписано і скріплено королівською печаткою остаточний договір про шлюб короля Якова I й Марії Бурбон. На підписанні були присутні Жан III д'Етурмель, управитель двору герцога Вандомського; Матьє де Лонгжу, єпископ Суассона; Гійом Пойє, глава французького парламенту; Гійом Фе, сеньйор Ферні, королівський камергер, і Джеймс Айкенхед (у французьких документах він позначений як Hacquenet). Шлюбний договір підписали Франсуа де Турнон, канцлер Антуан де Бург, Анн де Монморансі, маршал Франції, і адмірал Філіпп Шабо, граф Бюзансе. Згідно з договором, серед іншого, в разі передчасної смерті Якова в довічне розпорядження Марії переходив Фолклендський палац. У квітні 1536 року Франциск I, як закріплення договору, передав Якову намисто Ордену Святого Михайла. У липні 1536 року помер герцог Олбані, так і не дочекавшись королівського весілля.

## Відмова Якова V і подальше життя
Шотландський король відвідав Марію в Сен-Кантені в Пікардії у вересні 1536 року, а потім вирушив на південь, щоб зустрітися з Франциском I. При французькому дворі Яків V зустрівся з дочкою Франциска I, Мадлен, в яку закохався з першого погляду. Попри вже укладений договір, шотландський король став просити руки Мадлен. Посилаючись на хворобу принцеси й суворий клімат Шотландії, який міг виявитися фатальним для здоров'я доньки, що вже похитнулося, Франциск I не дав згоди на шлюб. Яків наполягав і, врешті-решт, Франциск поступився: договір з Марією був розірваний і 1 січня 1537 року в Соборі Паризької Богоматері Яків і Мадлен одружилися.
14 жовтня 1536 року Родольфо Піо да Карпі, єпископ Фаенци, писав, що Франциск I запропонував Марії в чоловіки герцога Лотарингського, однак подальшого розвитку ця пропозиція не дістала. Мадлен померла через кілька місяців після весілля; Марія спочила трохи пізніше, ніж через півтора року. На думку шотландського хроніста Роберта Ліндсі, Марія була настільки засмучена відмовою Якова побратися з нею, що незабаром тяжко занедужала і померла.